# 정적 우주
일반 상대성이론에서 정적 우주(靜的宇宙, 영어: static universe) 또는 아인슈타인 우주(영어: Einstein universe)는 정적인 우주를 나타내는 아인슈타인 방정식의 해이다. 먼지(dust)로 차 있으며, 먼지의 밀도에 대응하는 양의 우주 상수를 가진다. 이 해는 일반적으로 불안정하다.
.

## 역사
알베르트 아인슈타인은 알렉산드르 프리드만과 조르주 르메트르의 업적이 알려지기 전부터 아인슈타인 방정식을 우주 전체에 적용하면 ‘정적인 우주’의 해가 얻어지지 않는다는 것을 알고 있었다. 그의 방정식으로 예상되는 우주는 정적인 우주가 아니라 팽창하거나 수축하는 우주였다. 이것이 사실이라면 우주는 분명한 시작점과 종착점을 가져야 한다. 당시에는 그를 비롯한 거의 모든 사람들은 우주를 ‘영원히 변치 않는 정적인 존재’로 생각했기 때문에, 1917년에 아인슈타인은 기존의 우주관에 부합되는 결과를 얻기 위해 아인슈타인 방정식에 우주 상수 항 {\displaystyle g_{\mu \nu }\Lambda }를 추가하였다.
{\displaystyle G_{\mu \nu }=8\pi GT_{\mu \nu }-g_{\mu \nu }\Lambda }
우주 상수는 행성의 운동과 같은 국부적인 현상에는 거의 영향을 주지 않지만, 우주론적인 광대한 거리에서는 매우 큰 영향을 준다. 양의 우주 상수는 음의 압력을 가지는데, 이는 일종의 척력 역할을 한다. 따라서 물질의 질량에 인한 인력과 우주 상수로 인한 척력이 서로 경쟁하게 된다. 아인슈타인은 중력에 의한 인력과 척력이 균형을 이루도록 우주상수의 값을 적절히 선택함으로써 정적인 우주 모형을 발표하였다.
1930년에 아서 에딩턴이 아인슈타인 정적 우주는 일반적으로 불안정하다는 사실을 증명하였다. 에드윈 허블이 허블의 법칙을 발표한 뒤, 정적 우주 모형은 대폭발 이론으로 대체되었다.

## 정의
편의상 {\displaystyle c=1}로 놓자. 정적 우주는 기하학적으로 {\displaystyle S^{3}\times \mathbb {R} }이다. 즉, 공간은 반지름이 {\displaystyle r}인 3차원 초구의 모양을 가지고, 시간에 따라 팽창하거나 축소하지 않는다. 이 우주는 밀도가 {\displaystyle \rho }인 먼지(영어: dust, 압력이 0인 이상 유체)로 차 있다. 아인슈타인 방정식을 만족시키려면 우주 상수 {\displaystyle \Lambda }는 다음과 같은 값을 가져야 한다.
{\displaystyle \Lambda =4\pi G\rho }
또한, 공간의 반지름 {\displaystyle r}은 다음과 같은 값을 가져야 한다.
{\displaystyle r=1/{\sqrt {\Lambda }}}

## 유도
정적 우주는 균등(homogeneous)하고 등방적(isotropic)이므로, 이 경우 아인슈타인 방정식은 프리드만 방정식으로 단순하게 쓸 수 있다.
{\displaystyle 0=3H^{2}=8\pi G\rho -3k/r^{2}+\Lambda }
{\displaystyle 0=3({\dot {H}}^{2}+H^{2})=-4\pi G(1+3w)\rho +\Lambda }
먼지의 경우 상태 방정식이 {\displaystyle w=0}이고, 아인슈타인 우주는 양의 곡률을 가지므로 {\displaystyle k=1}이다. 따라서
{\displaystyle 0=8\pi G\rho -3/r^{2}+\Lambda }
{\displaystyle 0=-4\pi G\rho +\Lambda }
이다. 이를 풀면
{\displaystyle \Lambda =4\pi G\rho =1/r^{2}}
을 얻는다. 또한, 만약 {\displaystyle \rho >0}이라면 {\displaystyle k=-1} (음의 곡률) 또는 {\displaystyle k=0} (평탄한 공간)인 경우 해가 존재하지 않음을 알 수 있다.